# Pocahontas (Castleman)

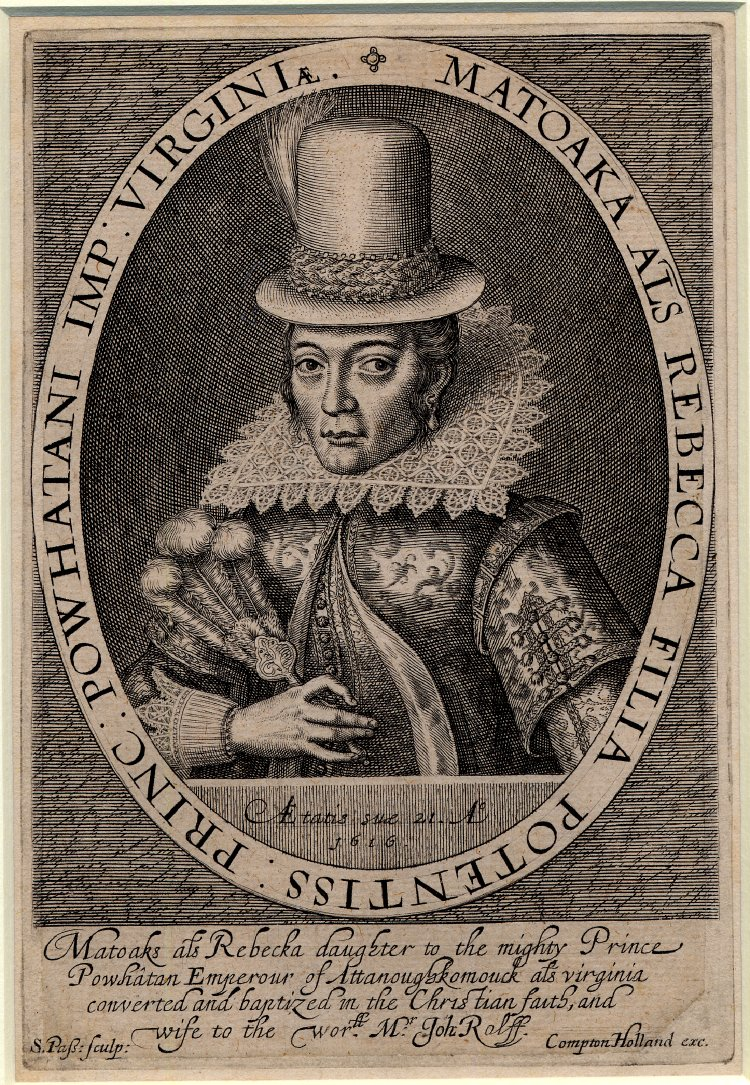
Simon van de Passe, Portret Pocahontas w stroju europejskim, 1616

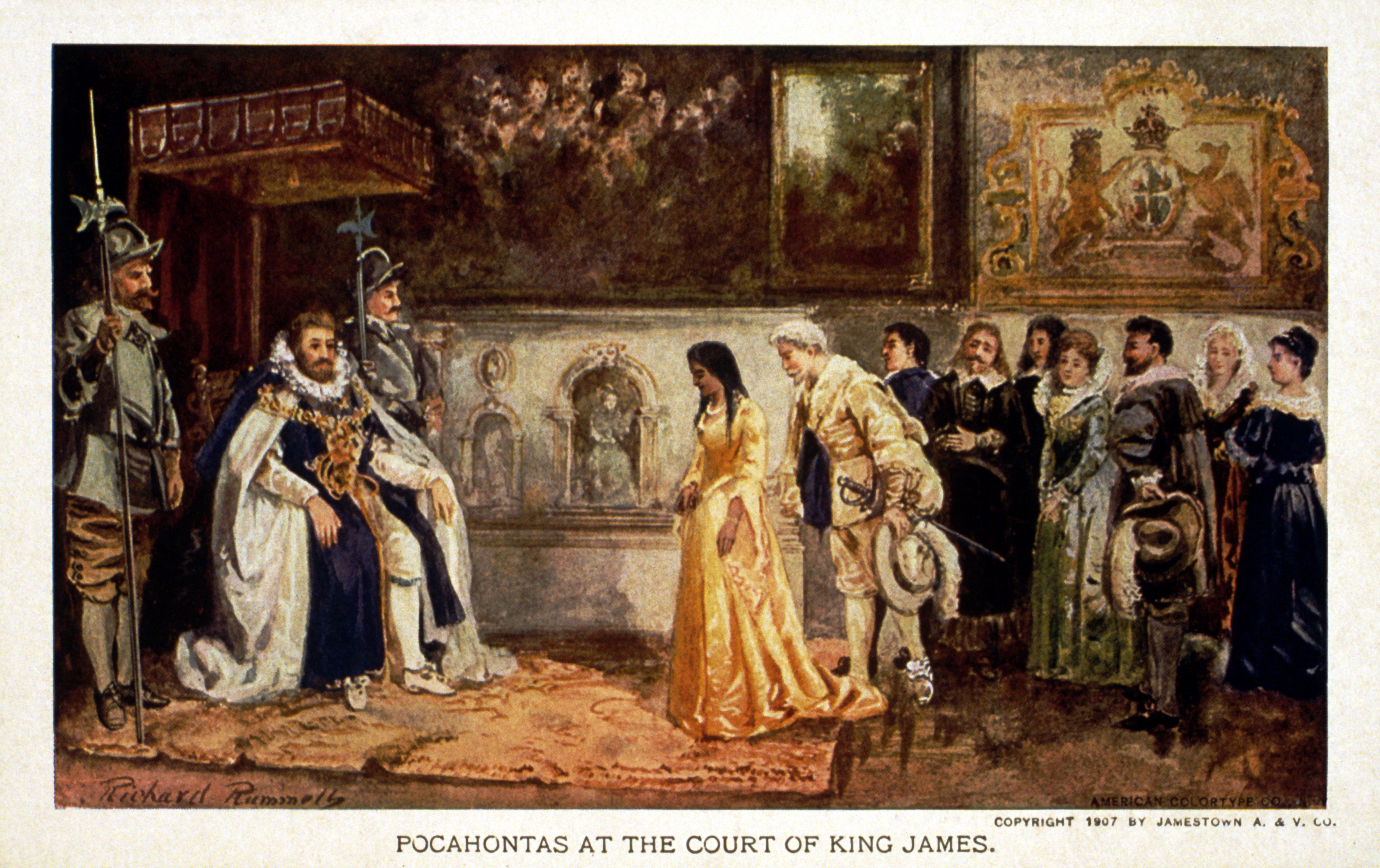
Pocahontas na dworze króla Anglii Jakuba I Stuarta

Pocahontas – poemat amerykańskiej poetki Virginii Carter Castleman, opublikowany w 1907 z okazji trzechsetlecia założenia kolonii Jamestown. Utwór składa się z ośmiu części The Little Princess, The Wizard, Smith and Newport, Coronation of Powhatan, Guardian Angel, The Parting, Pocahontas and John Rolfe i London Town. Bohaterką jest indiańska księżniczka Pocahontas, jedna z pierwszych rdzennych Amerykanek, które przybyły do Europy.
Many dark-eyed children played among the rushes
By the waters of the inland, plain-like marshes,
Made them water babies of the tall brown cat-tails,
Cradled in the baskets of the plaited willows.
Of them all was none more gleeful, none more artless
Than the little Matoax, dearest of the daughters
Of the mighty Werowance, Powhatan the warrior
Ruler of the tribes, from whom was named the river
And the wigwam village and the dark-skinned natives.
None in all the land, from mountain unto sea,
None more brave, more stern, and none more feared than he.
Poemat jest napisany wierszem białym, dokładniej trocheicznym sześciostopowcem (dwunastozgłoskowcem). W celu utrzymania zadanego metrum poetka uciekała się zresztą do wielu licencji, jak pomijanie przedimków i mieszaniu czasów gramatycznych.